# Jodły Łaskie im. Stanisława Kostki Wisińskiego – Wybitnego Leśnika
Jodły Łaskie im. Stanisława Kostki Wisińskiego – Wybitnego Leśnika – leśny rezerwat przyrody w gminie Sędziejowice, w powiecie łaskim, w województwie łódzkim.
Został powołany Zarządzeniem Ministra Ochrony Środowiska, Zasobów Naturalnych i Leśnictwa z 9 października 1991 roku. Zajmuje powierzchnię 58,39 ha (akt powołujący podawał 59,19 ha). Według aktu powołującego, celem ochrony jest zachowanie naturalnego stanowiska jodły przy północnej granicy zasięgu oraz licznych zabytkowych dębów, jodeł i sosen.
Rezerwat został powołany pod nazwą „Jodły Łaskie”. W 2010 roku został nazwany na cześć zmarłego w 2009 roku Stanisława Kostki Wisińskiego – leśnika, dyrektora Regionalnej Dyrekcji Lasów Państwowych w Łodzi oraz dyrektora Zakładu Informatyki Lasów Państwowych.
Na terenie rezerwatu występują zróżnicowane typy zbiorowisk leśnych – m.in. grąd, łęg, bór i bór mieszany. Występuje tu wiele gatunków chronionych zwierząt (m.in. bocian czarny, myszołów, jastrząb gołębiarz, puszczyk) i roślin (m.in. kalina koralowa, kruszyna pospolita, bagno zwyczajne).